# Loveprayer
Loveprayer è il primo album del gruppo musicale britannico Bliss, pubblicato dall'etichetta discografica Parlophone e distribuito dalla EMI nel 1989.
La cantante Rachel Morrison ed il bassista Paul Ralphes hanno firmato 9 dei 10 brani.
Dal disco vengono tratti i singoli I Hear You Call/May It Be on This Earth e Won't Let Go/Sweet Lovin' Child, quest'ultimo con un brano, sul lato B, che non fa parte dell'album originale.
La versione pubblicata in CD contiene Better Take Care e Further from the Truth, due brani in più rispetto alla versione pubblicata in LP e musicassetta. 
Disponibile, dal 2007, anche in versione digitale con altri due brani (Sweet Lovin' Child e Waited Too Long). Un'ultima versione celebrativa è stata pubblicata, in digitale, nel 2019.

## Tracce
LP e MC
- Lato A:

1. I Hear You Call – 3:50
2. How Does It Feel the Morning After? – 4:20
3. Good Love – 4:13
4. Your Love Meant Everything – 4:54
5. Won't Let Go – 4:20

Durata totale: 21:37
- Lato B:

1. Lovin' Come My Way – 4:53
2. Light and Shade – 4:23
3. May It Be on This Earth – 4:08
4. All Across the World – 4:03
5. I Walk Alone – 3:17

Durata totale: 20:44
CD
1. I Hear You Call – 3:50
2. How Does It Feel the Morning After? – 4:20
3. Good Love – 4:13
4. Your Love Meant Everything – 4:54
5. Won't Let Go – 4:20
6. Lovin' Come My Way – 4:53
7. Light and Shade – 4:23
8. May It Be on This Earth – 4:08
9. All Across the World – 4:03
10. I Walk Alone – 3:17
11. Better Take Care – 4:23
12. Further From the Truth – 4:22

Durata totale: 51:06